# Acacia à cachou
Senegalia catechu
Espèce
Synonymes
- Acacia catechu (L. f.) Willd.[1] [2]
- Acacia wallichiana DC.[2]
- Mimosa catechu L. f.[2],[1]

L'Acacia à cachou, encore appelé cachoutier (Senegalia catechu), est une espèce de plantes à fleurs de la famille des Fabacées. C'est un arbre originaire d'Asie.

## Répartition et habitat

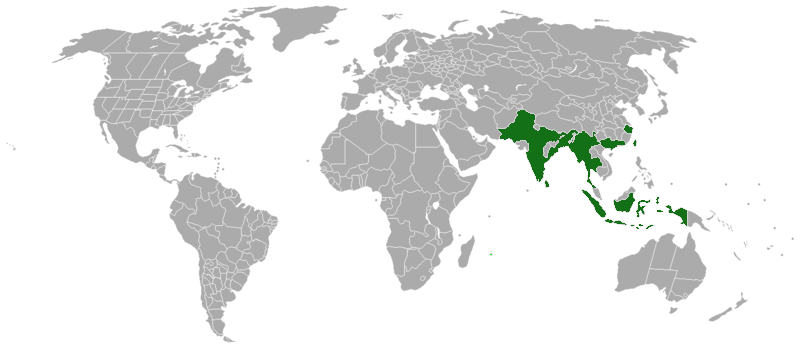
Aire de répartition.

## Composant
Il est riche en tannins et en flavonoïdes. La catéchine et le catéchol (auxquels sont apparentées les catécholamines) ont été découverts dans des extraits de cette espèce.

## Utilisation
- L'acacia à cachou est surtout cultivé pour son bois rouge foncé.
- On produit à partir du bois une teinture d'un brun rougeâtre, utilisée pour le tannage des peaux et également dans le passé pour le cachoutage des voiles (imperméabilisation).
- On utilise pour préparer le cachou l'intérieur du bois, sous l'écorce, ligneux et coloré, qu'au Bengale on faisait bouillir dans de l'eau sur le feu, dans des vases de terre deux ou trois fois, jusqu'à dessication totale.

«  Selon Kerr, le Cachou de l'acacia est préparé avec le cœur du bois de l'arbre, que l'on réduit en copeaux et que l'on fait bouillir dans des vases en terre, jusqu'à réduction de moitié de l'eau employée. Le décocté est ensuite mis dans un vase plat, et on l'évapore jusqu'à réduction à un tiers. On laisse reposer la matière pendant un jour, puis on l'expose au soleil, en agitant de loin en loin. Quand la masse est devenue assez consistante, on la coule sur une natte ou sur un drap couvert de cendres de bouse de Vache, et on la divise en morceaux quadrangulaires, dont on achève la dessiccation au soleil. On choisit, autant que possible, le bois brun pâle, qui fournit un extrait plus léger et blanchâtre ; le bois trop coloré donne un extrait noir et de moindre qualité.  »

## Propriétés
Des études récentes ont montré qu'il possède un large éventail d'activités pharmacologiques, notamment hypoglycémiantes, hépatoprotectrices, protectrices du côlon, antimicrobiennes, activité antipyrétique, antidiarrhéique et anti-inflammatoire.
Il a été utilisé en médecine traditionnelle chinoise (MTC) afin de traiter les saignements traumatiques, l'eczéma et la toux. En Inde, on mâche ses feuilles pour se couper l'appétit.